# Nano Guerra
Hernando Guerra-García Campos (Lima, 14 de mayo de 1963-Punta de Bombón, Islay, 29 de septiembre de 2023), más conocido como Nano Guerra, fue un político, empresario y conductor de televisión peruano. Fue congresista de la república en representación de Lima por Fuerza Popular desde el 27 de julio de 2021 hasta su fallecimiento.

## Biografía
Nació en Lima el 14 de mayo de 1963. Hijo del también excongresista Roger Guerra-García y de Mabel Campos Montoya, que falleció cuando él tenía dieciséis años. Su abuelo Antenor Guerra-García Vallejo fue presidente de la Corte Superior de Cajamarca. Su hermano es el pintor Pancho Guerra-García.
Realizó sus estudios escolares en el Colegio Sagrados Corazones Recoleta de Lima. 
Estudió Derecho en la Pontificia Universidad Católica del Perú, donde obtuvo el grado de bachiller. Tiene un magíster en Administración (MBA) de la Universidad ESAN.
En 1990 fue subdirector de El Peruano, diario oficial de la República del Perú, donde fue parte del proyecto de relanzamiento. En el periódico tuvo una sección llamada «Los perfiles del carajo», en alusión al libro Perfiles de coraje, de John F. Kennedy. Trabajó en el diario hasta 1994.
Fue jefe de Comunicaciones de la Superintendencia Nacional de Administración Tributaria (Sunat) hasta 1996.
En 2001 fundó Clientes y Organizaciones y en 2004 formó parte de Somos empresa, un programa de televisión premiado por la ANDA y considerado en 2008 como el mejor de la TV en temas económicos.
Falleció producto de un infarto a consecuencia de una descompensación sufrida la madrugada del 29 de septiembre de 2023 a los 60 años de edad en el distrito de Punta de Bombón, a donde viajó para participar de la Convención Perumin. Su deceso se produjo mientras era trasladado al hospital de Mollendo luego de no haber podido ser atendido en un centro de salud cercano a la localidad donde se hallaba debido a que este no ofrecía atención a esa hora.

## Carrera política
Durante su juventud militó en el Partido Socialista Revolucionario y su primera participación electoral fue en las elecciones parlamentarias de 1990 como candidato a senador por la Izquierda Socialista del exalcalde de Lima Alfonso Barrantes. Sin embargo, Guerra-García no resultó elegido.
En 2010, se inscribió en el partido Fuerza Social. Como militante, participó en la campaña de Susana Villarán para la Municipalidad de Lima.

### Intentos de candidaturas presidenciales
Fue precandidato a la presidencia de la república, en Fuerza Social, para las elecciones generales de 2011. Sin embargo, tras no ganar en las elecciones internas, decidió renunciar al partido.
En 2016, decidió postular por el Partido Humanista Peruano a la presidencia de la república. Pero, debido a decisiones tomadas en el partido, Guerra-García decide renunciar a la asociación.
En el mismo año, Guerra-García decide ser el candidato presidencial de la Alianza Solidaridad Nacional para las elecciones de 2016. Sin embargo, a los pocos meses de la campaña electoral, Guerra-García decide retirar su candidatura presidencial. Para evitar que el partido político pierda su inscripción ante el JNE.

### Congresista
En octubre de 2020, fue presentado por el partido Fuerza Popular como jefe de plan de gobierno y el cabeza de la lista parlamentaria por Lima en las elecciones parlamentarias de 2021. Tras esto, Guerra-García fue blanco de polémicas debido a que, en 2016, lanzó duras críticas a ese partido y a Keiko Fujimori, lideresa de la asociación, sobre los casos que aun están en investigación. Sin embargo, Guerra-García trató de justificarse que sus críticas fueron equivocadas.
Fue vocero de la Bancada de Fuerza Popular durante el primer año legislativo (2021-2022). En esta posición, representó y articuló las posturas políticas y las propuestas legislativas de su partido.
Luego, asumió la presidencia de la Comisión de Constitución y Reglamento para el año legislativo 2022-2023.
El 26 de julio de 2023, fue elegido primer vicepresidente de la mesa directiva del Congreso de la República, para el periodo anual de sesiones 2023-2024. Tras su fallecimiento, su curul fue ocupada por Fernando Rospigliosi, quien era su accesitario.

## Resultados electorales
| Proceso electoral            | Partido | Partido              | N° de lista | Circunscripción            | Votos obtenidos | Resultado | Ref.   |
| ---------------------------- | ------- | -------------------- | ----------- | -------------------------- | --------------- | --------- | ------ |
| Elecciones generales de 1990 |         | Izquierda Socialista |             | Distrito electoral de Lima | 401             | No electo | [ 12 ] |
| Elecciones generales de 2021 |         | Fuerza Popular       |             | Distrito electoral de Lima | 55 987          | Electo    | [ 30 ] |

## Libros
- Los secretos del carajo. Para ser un empresario de éxito (2006)[31]
- La historia de María. Cómo lograr empleados empresarios y empresarios empleadores (2009)[32]
- ¿Dónde está la riqueza? La revolución de los emprendedores peruanos (2010)[33]
- ¡Emprende, carajo! (2015)[34]

## Televisión
- Somos empresa (2004-2018), por Global TV, Frecuencia Latina (2007-2012), Willax Televisión (2015-2018).

## Radio
- Emprende, Perú (2008-2011), CPN Radio
- Somos empresa (2012-2013), Radio Exitosa

## Premios
- Somos empresa es premiado por la Asociación Nacional de Anunciantes (ANDA).[7]
- Su programa Somos empresa es considerado, en el 2008, como el mejor de la TV en temas económicos por una encuesta de la Universidad de Lima.[7]